# Wendelinskapelle (Fenkrieden)

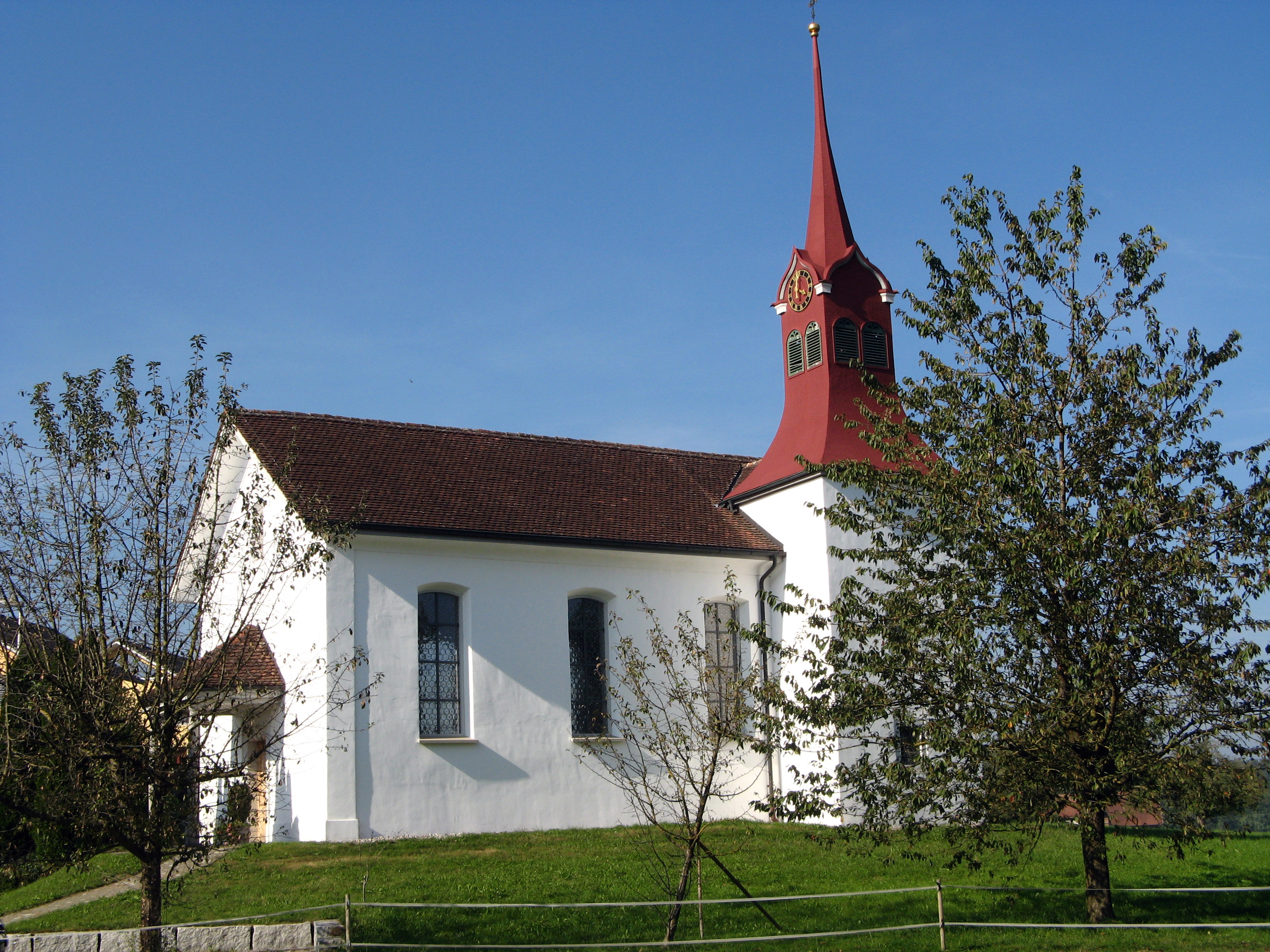
Wendelinskapelle

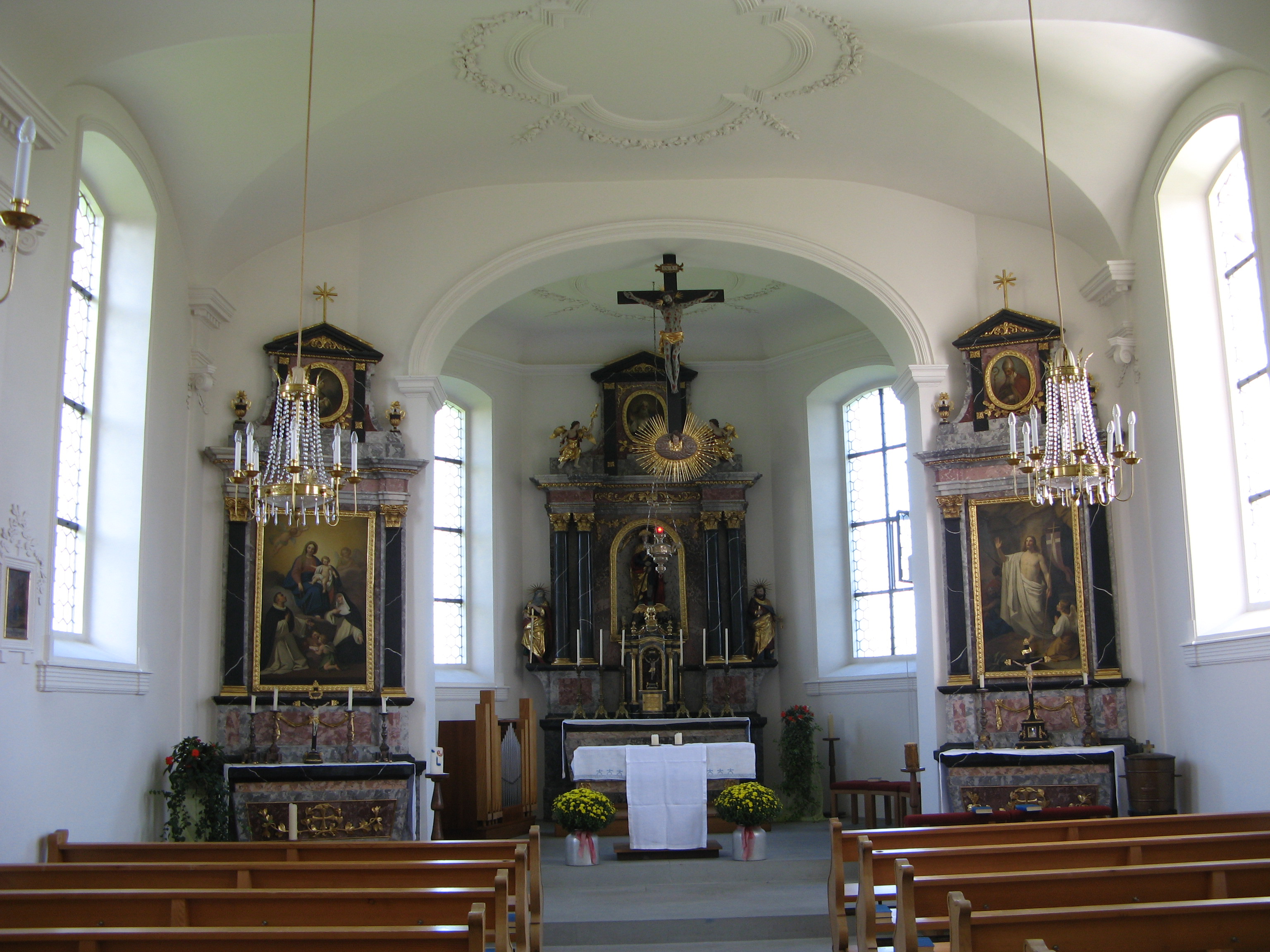
Innenansicht

Die Wendelinskapelle ist eine römisch-katholische Kapelle in Fenkrieden, einem zur Gemeinde Sins im Kanton Aargau gehörenden Dorf. Sie befindet sich am nördlichen Rand der Siedlung und steht unter Denkmalschutz.
1684 wurde die erste Kapelle in Fenkrieden erbaut und vom Pfarrer von Sins (in Vertretung des zuständigen Abtes von Klosters Engelberg) geweiht, zu Ehren des Heiligen Wendelin. Nach einem Umbau, dessen Kosten 3375 Franken betrugen, erfolgte am 17. Oktober 1844 die erneute Weihe der vergrösserten Kapelle. Im Jahr 1900 fand die erste Renovation statt, weitere folgten 1972/74 und 2003.
Die geostete Kapelle besitzt drei Achsen und einen eingezogenen, dreiseitig geschlossenen Chor. An die Südflanke des Chors ist ein niedriger Turm mit geschweiftem Glockengeschoss und einem von Uhrengiebeln gerahmten Spitzhelm angebaut. Ein von toskanischen Säulen getragenes Vorzeichen schützt das Portal. In der Giebelnische befindet sich eine Holzfigur des Heiligen Burkard von Beinwil. Breite ionische Pilaster gliedern das Innere und tragen im Schiff ein Gewölbe mit Stichkappen. Der Hochaltar im Chor besteht aus verkröpften Säulenpaaren, welche die zentrale Nische mit der Statue des Kapellenpatrons Wendelin umrahmen. In den Ecken des Schiffs stehen zwei schräg gestellte Seitenaltäre.